# Ailuropoda melanoleuca qinlingensis
El panda de Qinling (Ailuropoda melanoleuca qinlingensis) (Chino simplificado 秦岭大熊猫, chino tradicional 秦嶺大熊貓, pinyin Qínlǐng dàxióngmāo, literalmente Gran Oso-Gato de Qinling) es una subespecie de panda gigante, también conocido como panda marrón, descubierta el 15 de noviembre de 1959,  pero no reconocida como subespecie hasta el 30 de junio de 2005. Se estima que existen 200 o 300 pandas de Qinling viviendo en estado salvaje.

## Distribución

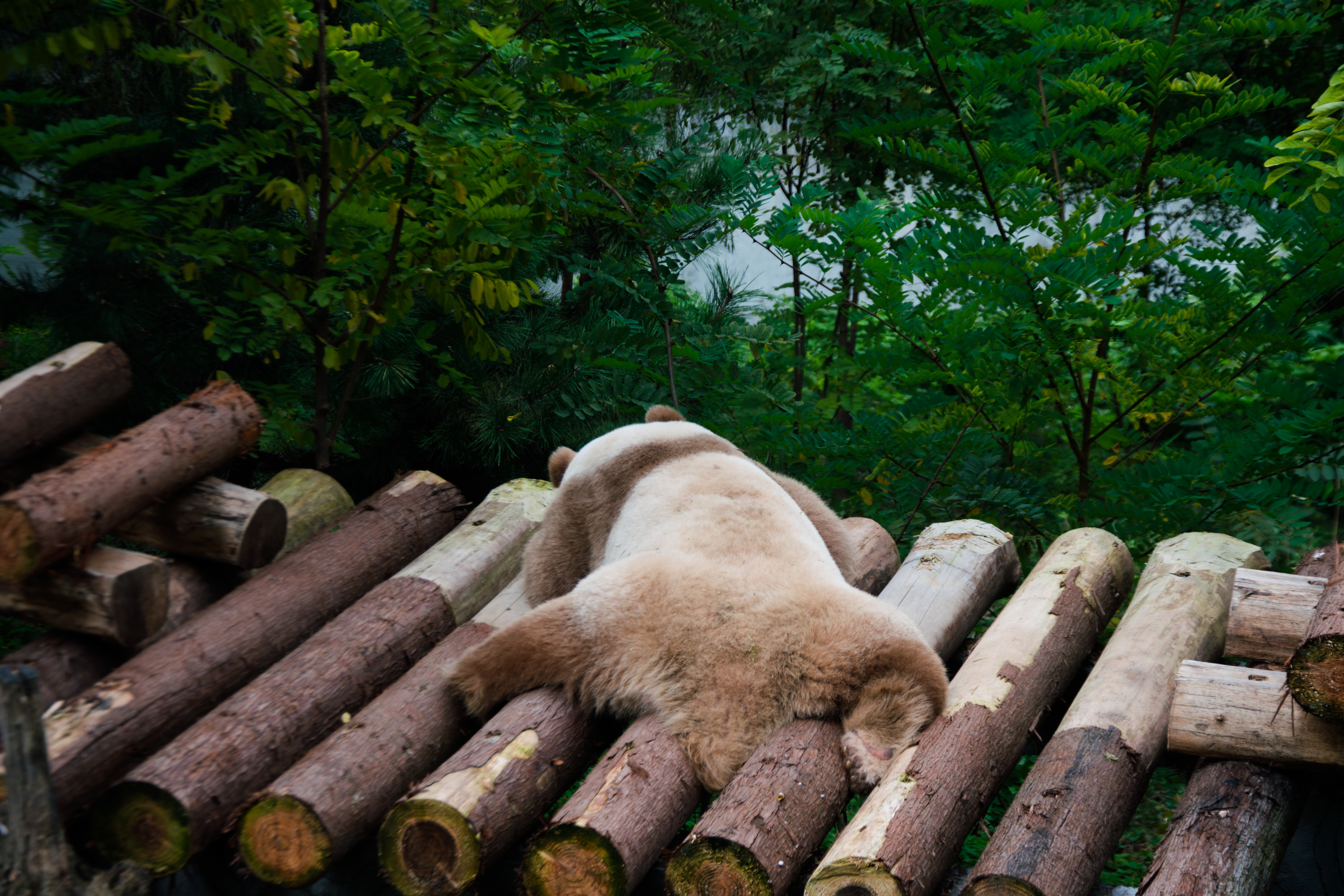
Un panda Qinling durmiendo.

La subespecie está restringida al área de las montañas de Qinling en Shaanxi en China central a altitudes que van desde 1300 a 3000 m. Su coloración posiblemente se deba a la endogamia, ya que la población está aislada de la variación genética, lo que podría haber contribuido a la preservación de la mutación responsable.

## Características
El panda de Qinling se distingue por su cráneo y tamaño más pequeño, además por su pelaje oscuro o marrón, sobre todo en el vientre. Sus manchas oculares se encuentran debajo del párpado inferior, en lugar de alrededor de los ojos. Sus molares son más amplios.
La mayoría de los pandas Qinling tienen aproximadamente el mismo tamaño que los pandas gigantes, alcanzando entre 1,2 y 1,8 m de longitud y entre 70 y 80 cm de altura a los hombros. Los machos de la especie son más pesados que las hembras, con un peso aproximado de entre 60 y 190 kg , mientras que las hembras suelen pesar entre 75 y 125 kg. 
Se estima que los pandas de Qinling se separaron de las otras poblaciones de pandas hace 10 000 años, evolucionando como formas separadas desde entonces y desarrollando ciertas características.

## Conservación y amenazas
Se estima que en 2023 había entre 200 y 300 pandas en estado salvaje.
El 30 de agosto de 1989, una hembra de esta especie fue capturada y llevada al Parque de Vida Silvestre Xi'an Qinling para aparearse con un panda gigante común. La cría de este panda era blanca y negra, pero comenzó a adquirir un color marrón con la edad. Según otros informes, dio a luz a tres cachorros, que murieron poco después de nacer. La madre, llamada Dan-Dan, falleció en el año 2000.
Los científicos capturaron a un panda marrón junto con su madre, una panda blanca y negra, en 2009.  Lo llamaron Qizai. La investigación significa que el cambio de color fue causa de una mutación. Había una secuencia faltante de ADN en un gen conocido como Bace2. Este es un gen responsable de la pigmentación en los organismos.  Para verificar que sus hallazgos fueran precisos, los científicos sometieron a un experimento de prueba con ratones donde utilizaron CRISPR-Cas9 , una herramienta de ingeniería genética.  El equipo pudo manipular la secuencia de ADN de los ratones eliminando el segmento causante de la mutación. Los investigadores informaron que los 78 ratones probados tuvieron cambios genéticos en respuesta al experimento. El recuento de melanosomas disminuyó, así como el tamaño de los mismos.  Los pelajes de los ratones genéticamente alterados también tenían pelajes de color claro.  Además, los investigadores pudieron descubrir una muestra de tejido preservada de Dan-Dan, donde concluyeron que tenía el mismo rasgo recesivo que Qizai.
Debido a la restricción de la distribución de la subespecie Qinling, ha estado expuesta a intoxicaciones metálicas como cobre , níquel , plomo y zinc, presentes actualmente en el bambú y el suelo como resultado de la contaminación ambiental que persiste en China. Más específicamente, estudios indican que la subespecie Qinling enfrenta estas amenazas antropogénicas de forma directa debido a que las altas concentraciones de metales en el bambú y el suelo están correlacionadas positivamente con las grandes altitudes , por lo que la cordillera Qinling se ve cada vez más afectada. 
La salud dental es fundamental para la supervivencia de los pandas de Qinling. Estos pandas tienen una tasa de supervivencia de 5 a 20 años. Su dependencia del bambú, a pesar de tener un sistema digestivo carnívoro, genera dificultades energéticas y nutricionales , afectando su salud bucal. Se alimentan de bambú durante al menos 14 horas al día, lo que provoca el desgaste de sus dientes.  Las anomalías dentales más comunes que sufren los pandas de Qinling son la atrición y las fracturas . Estas dos anomalías pueden afectar su tasa de supervivencia.